# NGC 487
NGC 487 je galaksija u zviježđu Kit.

## Vanjske poveznice
- SEDS: NGC 487